# 泮水镇
泮水镇，是中华人民共和国贵州省遵义市播州区下辖的一个乡镇级行政单位。

## 行政区划
泮水镇下辖以下地区：
永安社区、青丰村、喻河村、西安村、中坪村、遵金村、永定村、纸厂村和联盟村。